# Il fantasma (film 1998)
Il fantasma è un film del 1998 diretto da Joe D'Amato. Si tratta di un libero adattamento erotico-sentimentale de Il fantasma dell'Opera di Gaston Leroux.

## Trama
Una cantante lirica si esibisce a Venezia nel teatro dove qualche anno prima era morto un violinista, e dopo aver visto una sua foto fa dei sogni erotici su di lui e poi cade nelle mani del "fantasma".

## Produzione
Joe D'Amato, al secolo Aristide Massaccesi, è il regista, produttore e fotografo (sotto lo pseudonimo di Federiko Slonisko) del film. Le musiche sono di Piero Montanari. Protagonista femminile è Éva Henger, mentre il personaggio del fantasma dell'Opera, Alan Miller, è interpretato da David Perry.